# Грат Аостский
Грат Аостский (итал. Grato di Aosta, фр. Grat d'Aoste — V век, умер в Аосте 7 сентября 470 года) — святой епископ Аосты. День памяти — 7 сентября.

## Житие
Святой Грат был из греков. Вместе с Евстасием (Eustasius) он получил образование в монашеской обители, организованной в Италии по образцу греческой киновии Евсевием из Верчелли.
Святой Грат стал епископом Аосты ок. 451 года. Его попечением в город были перенесены мощи многих святых, в частности, святого Иннокентия из Фивейского легиона. При этом перенесении присутствовали епископы Агонский и Сьона.

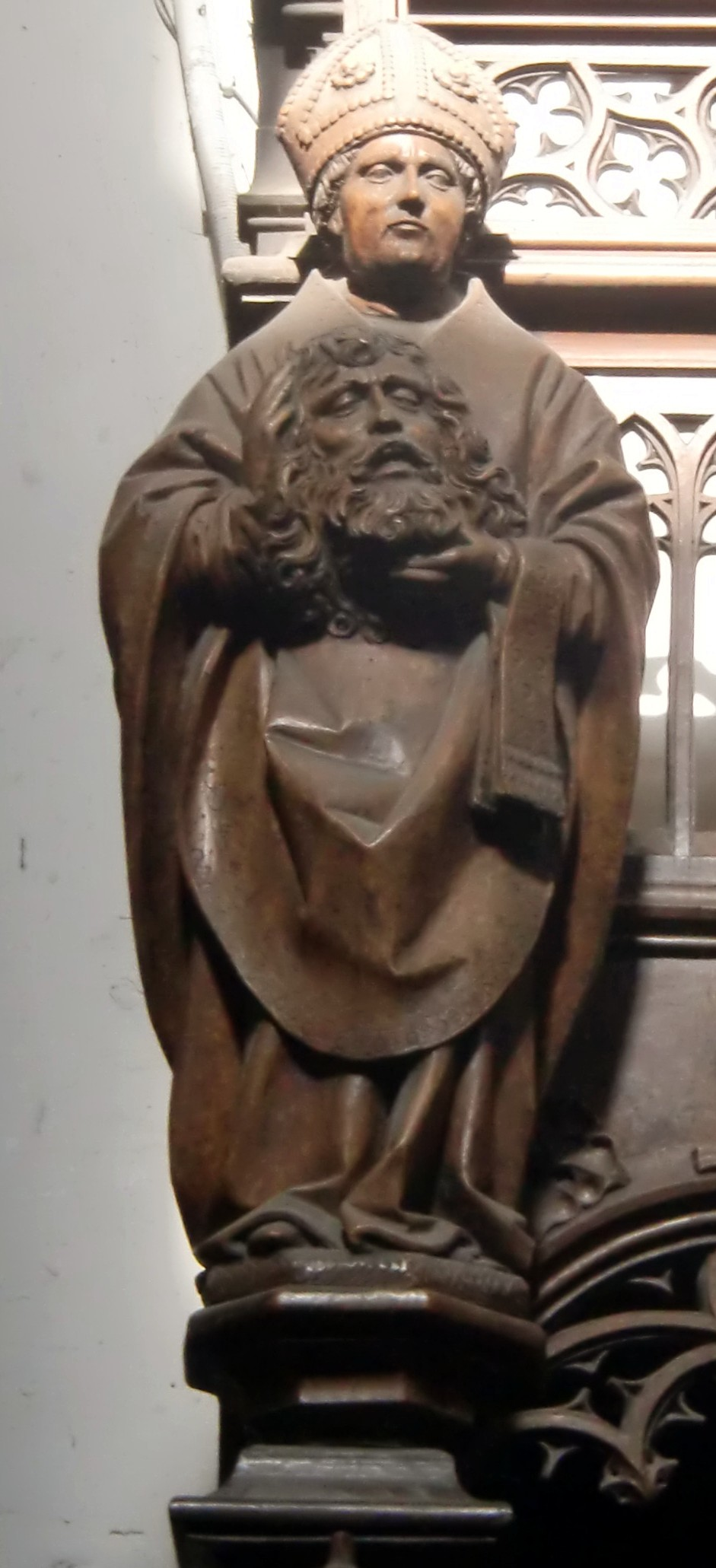
Святой Грат в коллегиальной церкви Святого Урса[фр.].

## Почитание
Святой покровитель города Аосты, Аостской Долины и коммуны Вальгризанш, а также коммун Пишина, Салуджа и Россана в Пьемонте, прихода  Конфлан в Савойе, коммуны Морлон и части Монбовон (Montbovon) коммуны О-Интьямон в Швейцарии.